# Hengellichtmot
De hengellichtmot (Anania fuscalis) is een vlinder uit de familie van de grasmotten (Crambidae). De wetenschappelijke naam van deze soort is voor het eerst voorgesteld als Pyralis fuscalis door Michael Denis en Ignaz Schiffermüller in een publicatie uit 1775.

## Herkenning
De hengellichtmot heeft een spanwijdte tussen de 20 en 26 millimeter. De voorvleugel is grijs met een gelige gloed en fijne lijntjes. De soort kan verward worden met Udea prunalis, maar deze is donkerder en mist de gelige gloed, en Anania terrealis, maar die heeft een langere en smallere voorvleugel. De vlinders vliegen van mei tot en met juli. De vlinders rusten overdag op de waardplant en zijn dan makkelijk te verstoren, ze vliegen vanaf de schemering en komen dan ook op licht.

## Verspreiding
De hengellichtmot komt in vrijwel geheel Europa voor. Verder komt deze soort voor in Siberië, Turkije, Georgië, Azerbeidzjan en Japan. De hengellichtmot is in Nederland een zeldzame soort die verspreid, maar vooral in het westelijk kustgebied wordt aangetroffen. In België is de soort zeldzaam en zeer lokaal, voorheen kwam de soort meer verspreid voor, maar ze is nu beperkt tot de kalkgebieden.

## Waardplant
De rups leeft in de bloemen en zaaddozen van:
- Orobanchaceae
  - hengel (Melampyrum pratense)
  - boszwartkoren (Melampyrum sylvaticum)
  - kleine ratelaar (Rhinanthus minor)
  - Pedicularis (Kartelblad)
- Asteraceae
  - echte guldenroede (Solidago virgaurea)
- Urticaceae
  - brandnetel (Urtica)
- Fabaceae
  - Lathyrus

## Ondersoorten
- Anania fuscalis fuscalis (Denis & Schiffermüller, 1775)
  - = Anania fuscalis cineralis (Fabricius, 1794)
- Anania fuscalis perfuscalis (Munroe & Mutuura, 1969) (Japan)